# Chadwick (Illinois)
Chadwick es una villa ubicada en el condado de Carroll en el estado estadounidense de Illinois. En el Censo de 2010 tenía una población de 551 habitantes y una densidad poblacional de 684,06 personas por km².

## Geografía
Chadwick se encuentra ubicada en las coordenadas 42°0′51″N 89°53′18″O / 42.01417, -89.88833. Según la Oficina del Censo de los Estados Unidos, Chadwick tiene una superficie total de 0.81 km², de la cual 0.81 km² corresponden a tierra firme y (0%) 0 km² es agua.

## Demografía
Según el censo de 2010, había 551 personas residiendo en Chadwick. La densidad de población era de 684,06 hab./km². De los 551 habitantes, Chadwick estaba compuesto por el 98.19% blancos, el 0% eran afroamericanos, el 0% eran amerindios, el 1.27% eran asiáticos, el 0% eran isleños del Pacífico, el 0.18% eran de otras razas y el 0.36% pertenecían a dos o más razas. Del total de la población el 2.36% eran hispanos o latinos de cualquier raza.